# Маунт-Магнет (аэропорт)
 Маунт-Магнет  — аэропорт, расположенный в Маунт-Магнете, Западная Австралия, в 6 километрах к югу от центра города. В 2006 году Маунт-Магнет получил более $ 400 тыс. для модернизации систем безопасности. Денежные средства были выделены на обеспечение надежной работы багажного отделения аэропорта, постройку ограждений и установку освещения. Аэропорт находится на высоте 413 метров над уровнем моря.